# Black Russian
Ne doit pas être confondu avec Russes noirs ou Afro-Russes.
Le Black Russian (littéralement « russe noir ») est un cocktail à base de vodka et de liqueur de café. Cette boisson prend le nom de « Dirty Black Russian » lorsque du cola est ajouté. La boisson est habituellement préparée en versant de la vodka sur des glaçons ou de la glace pilée dans un tumbler puis en ajoutant la liqueur de café.
Les proportions sont trois doses de vodka pour deux doses de liqueur selon l'étiquette de la bouteille Kahlúa, cinq doses de vodka pour deux doses de liqueur selon l'IBA.
Ce cocktail apparait pour la première fois en 1949 et est attribué à Gustave Tops, un barman belge qui le crée à l'hôtel Métropole à Bruxelles en l'honneur de Perle Mesta, alors ambassadrice des États-Unis au Grand-Duché de Luxembourg.

## Variantes
- Le Tall Black Russian est préparé comme le Black Russian mais est servi dans des verres plus grand avec du cola ajouté dessus[4].
- Le Black Magic, une version aigre du Black Russian, est préparé en ajoutant un filet de jus de citron et un zeste de citron[5].
- Avec un ajout de Guinness, le cocktail est appelé Irish Russian ou Smooth Black Russian[3],[6].
- Le Brown Russian est préparé en ajoutant du Ginger ale[7].
- Le White Russian, préparé en ajoutant de la crème.